# Le Réveil juif
Le Réveil juif est un hebdomadaire sioniste révisionniste en langue française publié en Tunisie,.

## Histoire
Il est fondé en septembre 1924 par Félix Allouche,. Sortant tous les vendredis, il compte quatre pages.
Il s'agit de l'un des plus importants journaux sionistes en Afrique du Nord ; il est distribué en Tunisie, en Algérie, au Maroc et en France. Henri Maarek et Elie Louzon occupent la fonction de rédacteur en chef alors que les directeurs de la rédaction sont Michel Loffreda, Jacques Taïeb et Maurice Sitbon.
Le siège du Réveil juif est transféré de Sfax à Tunis au milieu des années 1930.
Sa parution, tout comme celle d'autres publications juives en Tunisie, est interrompue par les autorités du régime de Vichy en octobre 1940.

## Positions
Le journal est considéré[Par qui ?] comme l'un des porte-paroles les plus importants du clan conservateur au sein de la communauté juive, comme L'Égalité et La Gazette d'Israël. 

### Nomination des rabbins
Depuis l'installation du protectorat en Tunisie et à la suite de l'union des juifs livournais et tunisiens sous l'autorité d'un seul rabbin, la nomination de ce dernier devient de plus en plus compliquée. L'Alliance israélite universelle, le camp libéral au sein de la communauté, qui s'exprimait principalement à travers La Justice, souhaite la nomination d'un grand rabbin d'origine française, comme c'est le cas pour l'Algérie. De l'autre côté, le camp conservateur, représenté par L'Égalité et Le Réveil juif, veulent rester fidèles aux traditions et maintenir un rabbin tunisien à la tête de la communauté. Même le choix d'un rabbin italien en 1931 pour les Livournais est défendu par le rédacteur Félix Allouche qui écrit un article qu'il nomme « Un agent politique ?... Non ! Un rabbin » : 

« Nous, nous refusons de nous rendre à ce raisonnement, nous répétons encore une fois, malgré le rabbin italien et le danger qu'il pourrait représenter, que le judaïsme de ce pays ne veut pas, dans sa grande majorité, d'un rabbin venant de la métropole. Nous n'en voulons pas parce que, à toutes les raisons qui motivaient déjà notre opposition, s'ajoute aujourd'hui, nettement proclamée, l'intention de faire de ce rabbin surtout et avant tout un agent politique. Et d'un agent politique, nous ne voulons pas »

— Abdelkrim Allagui, Juifs et musulmans en Tunisie : des origines à nos jours.

### Politique régionale et locale
Comme le reste des journaux sionistes du pays, jusqu'à la fin de la Seconde Guerre mondiale, Le Réveil Juif s'intéresse peu au sujet de l'Alya, mais se focalise plutôt sur les aboutissements du foyer national juif créé en Palestine et les problématiques locales, à l'instar de l'enseignement de l'hébreu, de la situation socio-économique de la Hara (quartier juif de la médina de Tunis) ou bien des droits des citoyens juifs tunisiens.

### Alliance israélite universelle
Le Réveil juif, en représentant le mouvement sioniste, est un grand rival de l'Alliance israélite universelle qui l'accuse de déjudaïser les enfants à travers ses écoles. Henri Maarek, l'un des rédacteurs en chef du journal, la considère comme une « grande étouffeuse de la naturelle expansion de l'individualité juive » et voit le combat contre ses membres et institutions affiliées comme un « devoir de sioniste ». 